# Hugo Besson
Hugo Besson (Angers, 26 aprile 2001) è un cestista francese.
È il nipote di Paul Besson.